# Kira (indumento)

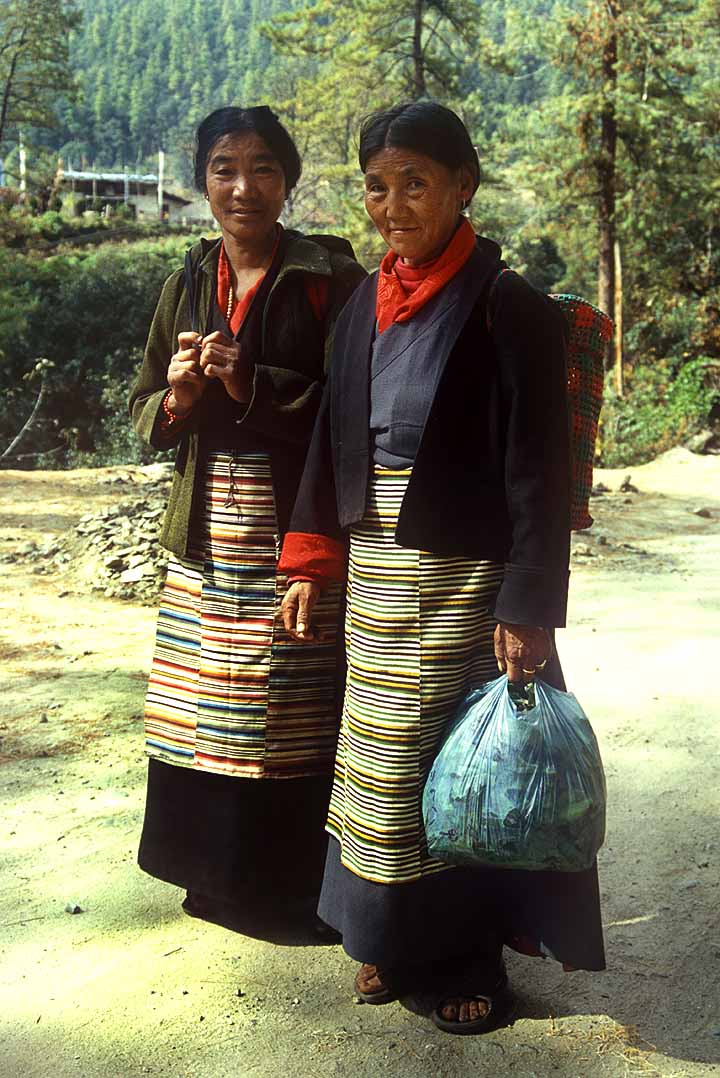
Donne tibetane con il kira

La kira è il vestito tradizionale indossato dalle donne del Bhutan. 
La kira consiste in un ampio vestito rettangolare lungo fino alle caviglie che viene indossato sopra una camicetta chiamata wongu. È fissato per mezzo di una fibbia d'argento su ciascuna spalla (chiamata koma). Sopra la kira viene indossata una giacca di seta corta, chiamata tego. 
La kira che viene indossata tutti i giorni è di cotone o lana, mentre per le occasioni speciali di solito ne viene indossata uno di seta. 
Va ricordato che tutti i cittadini Bhutanesi sono tenuti, sulla base del codice per l'abbigliamento nazionale (driglam namzha), ad indossare, in pubblico, i vestiti tradizionali.
Insieme alla kira, viene utilizzato il rachu, un tipo di scialle o stoffa ricamato stretto che viene indossato sopra la spalla sinistra e termina con le frange.